# درونایا خوزیایستوا زاگوتسکوتا
درونایا خوزیایستوا زاگوتسکوتا (انگلیسی: Derevnya Khozyaystva Zagotskota) یک شهرک در شهرستان بوزدیاکسکی باشقیرستان کشور روسیه است.